# Uroš Smolej
Uroš Smolej, slovenski gledališki in filmski igralec; * 7. marec 1974, Jesenice.
Uroš Smolej se je takoj po končani ljubljanski Akademiji za gledališče, radio, film in televizijo, kjer je študiral dramsko igro in diplomiral leta 1998, zaposlil v Prešernovem gledališču v Kranju. Leta 2001 je postal član igralskega ansambla Mestnega gledališča ljubljanskega, občasno pa nastopa tudi v drugih gledališčih. Nastopil je v številnih radijskih igrah ter igral v več celovečernih, kratkih in TV filmih, med drugim v Črepinjicah Janeza Lapajneta (1997), Patriotu Tuga Štiglica (1998), Ljubljana je ljubljena Matjaža Klopčiča (2005), Kratkih stikih Janeza Lapajneta (2006) in Angela Vode – skriti spomin Maje Weiss (2009).
Znan je tudi kot ljubiteljski kuhar - fotograf.

## Nagrade
V svoji karieri je prejel že številne nagrade; že leta 1996 je bil prvič nagrajen na Borštnikovem srečanju kot mladi igralec, v času študija pa je prejel tudi študentsko Severjevo in Prešernovo nagrado. Sledile so številne druge nagrade.
- 1996 – Borštnikova nagrada za mladega igralca, za vlogo Arthurja Rimbauda (Mrak/Frey Beg iz pekla, Koreodrama in Festival Ljubljana)
- 1996 – Severjeva nagrada za vlogo Othella v Othellu W. Shakespeara, AGRFT
- 1997 – zlata paličica za najboljšo moško vlogo v uprizoritvi O tem se ne govori, PG Kranj
- 1998 – akademijska Prešernova nagrada za vlogo Barta v Razrednem sovražniku N. Williamsa (skupaj z drugimi)
- 2000 – zlata paličica za najboljšo moško vlogo v Sapramiški Svetlane Makarovič, PG Kranj
- 2002 – Borštnikova nagrada za igro, za vlogo v uprizoritvi Dvoboj (EG Glej Ljubljana) in vlogo Bartleya (McDonagh Kripl iz Inishmaana, MGL)
- 2004 – Borštnikova nagrada za igro, za vlogo Čackega (Gribojedov Gorje pametnemu, MGL)
- 2004 – Dnevnikova nagrada za vlogo Aleksandra Sergejeviča Čackega v uprizoritvi Gorje pametnemu A. S. Gribojedova, MGL
- 2004 – žlahtni komedijant na Dnevih komedije v Celju (skupaj z igralci Matjažem Javšnikom, Ivanom Godničem in Robertom Prebilom) za vlogo v uprizoritvi Burka o jezičnem dohtarju neznanega avtorja, Špas teater Mengeš
- 2006 – Severjeva nagrada za vloge Carterja v Prasici debeli N. LaButa, Hamleta v Hamletu W. Shakespeara in Konferansjeja v Kabaretu J. Masteroffa, J. Kanderja in F. Ebba, MGL
- 2007 – Borštnikova nagrada za vlogo Konferansjeja v Kabaretu J. Masteroffa, J. Kanderja in F. Ebba, MGL
- 2007 – Dnevnikova nagrada za vlogo Konferansjeja v Kabaretu J. Masteroffa, J. Kanderja in F. Ebba, MGL
- 2008 – nagrada Prešernovega sklada za vlogo Konferansjeja v Kabaretu J. Masteroffa, J. Kanderja in F. Ebba, MGL
- 2009 – žlahtni komedijant na Dnevih komedije v Celju za vlogo Daphne (Sugar – Nekateri so za vroče, MGL)
- 2018 – žlahtni komedijant na Dnevih komedije v Celju za vlogo v predstavi Trač ali mnogo hrupa za nič, MGL)